# Freddie "Fingers" Lee
 (mai 2012).
Si vous disposez d'ouvrages ou d'articles de référence ou si vous connaissez des sites web de qualité traitant du thème abordé ici, merci de compléter l'article en donnant les références utiles à sa vérifiabilité et en les liant à la section « Notes et références ».
Freddie "Fingers" Lee, de son vrai nom Frederick John Cheesman, est un chanteur et pianiste né le 24 novembre 1937 à Newcastle en Grande-Bretagne. Son répertoire varie entre le rock 'n' roll, rockabilly et musique country. Il est souvent représenté avec un bandeau de pirate à l’œil droit. Pendant de nombreuses années, il a été le pianiste attitré de Screaming Lord Sutch, jusqu'au suicide de celui-ci en 1999. Il accompagnait aussi entre-temps une formation avec Wild Bob Burgos, un virtuose de la batterie.

## Premières apparitions
Il est l'un des personnages les plus emblématiques de la scène rock au Royaume-Uni. Sa carrière a commencé dans les années 1950 comme guitariste dans un groupe de skiffle-hillbilly se présentant  dans les cabarets les plus huppés. C'est en 1957 que sa vie a basculé lorsque Jerry Lee Lewis interpréta Whole Lotta Shakin Goin'on. Pour lui ce fut la révélation. Il déclara plus tard « lorsque j'étais un enfant j'étais impressionné par Winifred Atwell qui jouait du piano et je ne pensais pas qu'on pouvait jouer de cet instrument comme le faisait Jerry Lee Lewis ». Il a rejoint ensuite Screaming Lord Sutch comme pianiste à côté du jeune Ritchie Blackmore à la guitare. Il fait ensuite des tournées avec Eden Kane, Cliff Richard et Marty Wilde.

## Tournées
Dans les années 1960, Freddie "Fingers" Lee entreprend des tournées en Europe. Il se rend notamment au début des années 1960 au Star-Club de Hambourg où il fait sensation avec son jeu de scène et sa musique endiablée. Il rencontre à cette occasion les Beatles dont il dira « je suis du même milieu qu'eux, la classe ouvrière avec le même idéal ». Plus tard, John Lennon lui rendra hommage en l'invitant au Hammersmith Odeon où le groupe se produisait. Il a joué avec les plus grandes stars du rock, notamment Jerry Lee Lewis, Chuck Berry, Little Richard, les Crickets et Gene Vincent. Freddie rencontre aussi Sam Cooke quelque temps avant que celui-ci ne soit assassiné dans un motel américain. Freddie reconnaît avoir été fortement influencé par Jerry Lee Lewis à qui il voue une admiration sans faille. Plus tard, dans les années 1970, il avoue « dans mon esprit je suis resté un inconditionnel du rock 'n' roll des années 1950, mais j'aime aussi la musique country ».

## Carrière à partir de 1979
Sa véritable carrière commence en 1979 lorsqu'il apparaît dans l'émission Oh Boy de Jack Good sur la chaîne britannique ITV, où il se fait un nom, particulièrement en Europe. Il se produit en compagnie de Shakin' Stevens, Alvin Stardust, Joe Brown, Lulu et d'autres chanteurs. Cette émission commencée en 1959 a un succès immense auprès de la jeunesse anglaise. Par la suite, une série similaire, Lets Rock est diffusée. Le show est retransmis par satellite à partir des années 1980 vers l'Europe et les États-Unis. Freddie "Fingers" Lee fait ensuite des tournées en Italie, Espagne, France, Portugal, Allemagne et en Scandinavie. Il se rend en France les 13 et 14 juin 1981 au Grand Festival de la porte de Pantin en compagnie de Jack Scott, Gene Summers, Billy Hancock, Sonny Fisher, Memphis Rockabilly Band, Crazy Cavan, Dave Travis et Tex Rubinowitz. Il est également accompagné par des groupes français, Victor Leed, Jezebel Rock et les Alligators.

## Les années 1980 et 1990
Tout au long des années 1980 et 1990, Freedie "Fingers" Lee continue de se produire en Europe, où il enchaîne des tournées mémorables devant des fans en délire[citation nécessaire]. Il joue en compagnie de Sleepy Labeef, Scotty Moore ou Chuck Berry.
Freddie "Fingers" Lee a fait deux attaques vasculaires cérébrales en 2004 et en 2006. Obligé de se ménager, il n’apparaissait plus guère sur scène.
Il est décédé le 13 janvier 2014, à l'âge de 76 ans des suites d'une pneumonie.